# Leidseplein (lied)
Leidseplein is een lied van de Nederlandse zangeres Sigourney K in samenwerking met de Nederlands-Belgische artiest Katnuf. Het werd in 2023 als single uitgebracht en stond in hetzelfde jaar als elfde track op het album Echte meisjes huilen niet van Sigourney K.

## Achtergrond
Leidseplein is geschreven door Renske te Buck, Brahim Fouradi, Sigourney Korper, Anas Kasmi en Carlos Vrolijk en geproduceerd door Project Money. Het is een nummer uit het genre nederpop. In het lied zingen de artiesten over een meisje dat de liedverteller heel mooi vindt. De liedverteller vindt dat zij te mooi is voor de wereld en ook niet past op het Leidseplein te Amsterdam. Sigourney K vertelde dat het nummer bestaat uit verschillende flauwe pick-up lines die stiekem toch wel leuk zijn. Het is de eerste keer dat de twee artiesten met elkaar samenwerken. 

## Hitnoteringen
De artiesten hadden succes met het lied in de hitlijsten van Nederland. Het piekte op de 32e plaats van de Nederlandse Single Top 100 en stond elf weken in deze hitlijst. De Nederlandse Top 40 werd niet bereikt; het kwam hier tot de vijfde plaats van de Tipparade.